# دوايت إيويل
دوايت إيويل (بالإنجليزية: Dwight Ewell)‏ هو ممثل أمريكي، ولد في 1968 في ويليامستون في الولايات المتحدة.

## أعمال

### أفلام
- (1999) دوغما

## وصلات خارجية
- دوايت إيويل على موقع IMDb (الإنجليزية)
- دوايت إيويل على موقع ألو سيني (الفرنسية)
- دوايت إيويل على موقع أول موفي (الإنجليزية)
- دوايت إيويل على موقع قاعدة بيانات الأفلام السويدية (السويدية)
- دوايت إيويل على موقع قاعدة بيانات الفيلم (الإنجليزية)
- دوايت إيويل على موقع كينوبويسك (الروسية)